# A Pókember legújabb kalandjai epizódjainak listája
Ezen az oldalon a A Pókember legújabb kalandjai című amerikai animáció sorozat epizódjainak listája található. Mindkét évad 13-13 részből áll.

## Évados áttekintés
| Évad | Évad | Epizódok | Eredeti sugárzás | Eredeti sugárzás   | Eredeti adó | Magyar sugárzás     | Magyar sugárzás     | Magyar adó |
| Évad | Évad | Epizódok | Évadpremier      | Évadfinálé         | Eredeti adó | Évadpremier         | Évadfinálé          | Magyar adó |
| ---- | ---- | -------- | ---------------- | ------------------ | ----------- | ------------------- | ------------------- | ---------- |
|      | 1    | 13       | 2008. március 8. | 2008. június 14.   | The CW      | 2011. augusztus 10. | 2011. augusztus 22. | Viasat 6   |
|      | 2    | 13       | 2009. június 22. | 2009. november 18. | Disney XD   | 2011. augusztus 23. | 2011. szeptember 1. | Viasat 6   |

## Epizódok

### 1. évad
| # | #   | Eredeti cím               | Magyar cím             | Rendezte                      | Írta                           | Eredeti premier   | Magyar premier      |
| --- | --- | ------------------------- | ---------------------- | ----------------------------- | ------------------------------ | ----------------- | ------------------- |
| 1. | 1.  | Survival of the Fittest   | Csak az erős éli túl   | Victor Cook                   | Greg Weisman                   | 2008. március 8.  | 2011. augusztus 10. |
| A nyár véget ért, Peter Parker megkezdi az iskolát és a bűnüldözést. Első igazi kihívás számára, a Végrehajtók nevű csoport, és az első gazember, Keselyű.                                                                                      |     |                           |                        |                               |                                |                   |                     |
| 2. | 2.  | Interactions              | Titokzatos vonzás      | Troy Adomitis                 | Kevin Hopps                    | 2008. március 8.  | 2011. augusztus 11. |
| Peter megpróbálja korrepetálni Liz Allan-t, míg Pókemberként megpróbálja megállítani Elektrót. |     |                           |                        |                               |                                |                   |                     |
| 3. | 3.  | Natural Selection         | Kísérlet               | Dave Bullock                  | Matt Wayne                     | 2008. március 15. | 2011. augusztus 12. |
| Hősünknek újabb ellenfele akad: a Gyíkember aki valójában Peter mentora, Dr. Connors. |     |                           |                        |                               |                                |                   |                     |
| 4. | 4.  | Market Forces             | A rejtélyes földrengés | Dan Fausett                   | Andrew Robinson                | 2008. március 22. | 2011. augusztus 13. |
| Peter nénikéjének segít kiegyenlíteni a számlákat, míg Montana (a Nagy Ember féle Végrehajtók csoport egyik tagja) felbérli Rengető Pókember kiiktatására.                                                                                      |     |                           |                        |                               |                                |                   |                     |
| 5. | 5.  | Competition               | Csapattársak           | Troy Adomitis                 | Kevin Hopps                    | 2008. március 29. | 2011. augusztus 14. |
| Peter és Harry az iskola futballcsapatába állnak be, míg Pókemberként a Homokemberrel kell szembenéznie. |     |                           |                        |                               |                                |                   |                     |
| 6. | 6.  | The Invisible Hand        | A láthatatlan főnök    | Dave Bullock                  | Matt Wayne                     | 2008. április 12. | 2011. augusztus 15. |
| Peter most Rhinóval küzd meg aki a Nagy Ember legújabb kreációja, de később a Nagy Ember olyan ajánlatot tesz Pókembernek amit nem utasíthat vissza. Vajon hősünk a helyes utat választja?                                                      |     |                           |                        |                               |                                |                   |                     |
| 7. | 7.  | Catalysts                 | A mulatság             | Victor Cook                   | Andrew Robinson                | 2008. április 26. | 2011. augusztus 16. |
| Peter és Mary Jane az iskolai bálkirály és bálkirálynő versenyre készülnek, de feltűnik a színen a Zöld Goblin is. |     |                           |                        |                               |                                |                   |                     |
| 8. | 8.  | Reaction                  | A nyolckarú ember      | Jennifer Coyle                | Randy Jandt                    | 2008. május 3.    | 2011. augusztus 17. |
| Ebben a részben Pókembernek Doktor Oktopusszal kell megmérkőznie. |     |                           |                        |                               |                                |                   |                     |
| 9. | 9.  | The Uncertainty Principle | Bizonytalan küldetés   | Dave Bullock                  | Kevin Hopps                    | 2008. május 10.   | 2011. augusztus 18. |
| John Jameson ezredes egy sérült űrhajóval próbál leszállni, míg Pókembernek Zöld Goblinnal kell megküzdenie, aki még Kalapácsfejet és Sírkövet is fenyegeti. Végül kiderül az igazság Manóról.                                                  |     |                           |                        |                               |                                |                   |                     |
| 10. | 10. | Persona                   | Kaméleon               | Dan Fausett                   | Matt Wayne                     | 2008. május 17.   | 2011. augusztus 19. |
| Pókember egy szimbionta által fekete ruhára tesz szert, majd találkozik Fekete Macskával. Időközben megjelenik az álcázás nagymestere Kaméleon aki Pókembernek álcázva magát követ el rablásokat. Fekete Macska és Pókember összefognak ellene. |     |                           |                        |                               |                                |                   |                     |
| 11. | 11. | Group Therapy             | Szorult helyzetben     | Dave Bullock & Jennifer Coyle | Andrew Robinson & Greg Weisman | 2008. május 31.   | 2011. augusztus 20. |
| Elektró segítségével Doktor Oktopusz, Rhinó, Keselyű, Homokember és Sokkoló megszöknek a Ryker's szigeti börtönből, hogy elégtételt vegyenek a Pókemberen. Így összeállva ők a Baljós Hatos .                                                   |     |                           |                        |                               |                                |                   |                     |
| 12. | 12. | Intervention              | Fogságban              | Dave Bullock                  | Greg Weisman                   | 2008. június 7.   | 2011. augusztus 21. |
| May néni kórházban, Peter barátsága Eddie Brock-kal tönkrement. Peter személyiségét kezdi megváltoztatni a szimbionta, de egy ismerős segítséget nyújt neki.                                                                                    |     |                           |                        |                               |                                |                   |                     |
| 13. | 13. | Nature vs. Nurture        | Korai öröm             | Victor Cook                   | Kevin Hopps                    | 2008. június 14.  | 2011. augusztus 22. |
| May néni kijött a kórházból, Peter ennek örülhetne is de ezt Eddie (aki a szimbiota által Venommá alakul át) nem hagyja. Vajon legyőzheti a Pókember az új ellenfelét?                                                                          |     |                           |                        |                               |                                |                   |                     |

### 2. évad
| # | #   | Eredeti cím         | Magyar cím        | Rendezte       | Írta            | Eredeti premier    | Magyar premier      |
| --- | --- | ------------------- | ----------------- | -------------- | --------------- | ------------------ | ------------------- |
| 14. | 1.  | Blueprints          | A varázsló        | Jennifer Coyle | Kevin Hopps     | 2009. június 22.   | 2011. augusztus 23. |
| December eleje van, leesik az első hó. Ebben a téli hangulatban Pókember a varázsló Mysterióval csap össze. |     |                     |                   |                |                 |                    |                     |
| 15. | 2.  | Destructive Testing | A nagy vadászat   | Kevin Altieri  | Matt Wayne      | 2009. június 22.   | 2011. augusztus 24. |
| Gwen Stacy-nek és Liz Allan-nek is tetszik Peter. Eközben Kraven, a vadász megérkezik New Yorkba hogy elejtse zsákmányát, Pókembert. |     |                     |                   |                |                 |                    |                     |
| 16. | 3.  | Reinforcement       | Karácsonyi balhé  | Mike Goguen    | Andrew Robinson | 2009. június 29.   | 2011. augusztus 25. |
| Karácsony közeledtével a Baljós Hatos újra összeáll, hősünk kiiktatására. |     |                     |                   |                |                 |                    |                     |
| 17. | 4.  | Shear Strength      | Boldog új évet    | Jennifer Coyle | Randy Jandt     | 2009. július 6.    | 2011. augusztus 26. |
| Beköszönt az újév. Doktor Oktopusz és csatlósai újabb világuralomra törési kísérletet tesznek. |     |                     |                   |                |                 |                    |                     |
| 18. | 5.  | First Steps         | Homokvihar        | Kevin Altieri  | Kevin Hopps     | 2009. július 13.   | 2011. augusztus 27. |
| Harry Osbourne újra felbukkan az iskolában. Az új ellenfél a Homokember és éjjelenként Venom is feltűnik. |     |                     |                   |                |                 |                    |                     |
| 19. | 6.  | Growing Pains       | Barátból ellenség | Mike Goguen    | Nicole Dubuc    | 2009. július 20.   | 2011. augusztus 28. |
| Meanwhile-ben idegen anyag terjed szét és megfertőzi John Jamesont. Apja J. Jonah Jameson meggyőzi legyen szuperhős és kapja el Pókembert. |     |                     |                   |                |                 |                    |                     |
| 20. | 7.  | Identity Crisis     | A maszk mögött    | Jennifer Coyle | Andrew Robinson | 2009. július 27.   | 2011. augusztus 29. |
| Venom leleplezné Pókembert és így ellenségei veszélyeztetnék Peter szeretteit. Végül Peternek sikerül a szimbiótát leválasztani Eddie-ről, de az idegen életforma a csatornába menekül. |     |                     |                   |                |                 |                    |                     |
| 21. | 8.  | Accomplices         | Akcióban          | Kevin Altieri  | Nicole Dubuc    | 2009. október 7.   | 2011. augusztus 30. |
| Ezüstsörény, Kalapácsfej és Oktopusz olyan dologért versengenek, ami megváltoztathatja New York alvilágátm és ami segítségével tömegével lehetne gyártani a Rhino másolatokat. |     |                     |                   |                |                 |                    |                     |
| 22. | 9.  | Probable Cause      | Aranyos társaság  | Mike Goguen    | Kevin Hopps     | 2009. október 14.  | 2011. augusztus 31. |
| Ezúttal Montana társai is szuper bűnözőkké válnak. Rengető, Ricochet és Ox, az új Végrehajtókként küzdenek meg Pókemberrel. |     |                     |                   |                |                 |                    |                     |
| 23. | 10. | Gangland            | Bandaháború       | Jennifer Coyle | Andrew Robinson | 2009. október 21.  | 2011. szeptember 1. |
| Valentin napon Peternek Liz-zel van randija, de ezt Sírkő, Oktopusz és Ezüstsörény megzavarja. Kalapácsfej árulása miatt (ő akar lenni az új Nagy Ember) kitör a bandaháború. |     |                     |                   |                |                 |                    |                     |
| 24. | 11. | Subtext             | Tüzes kaland      | Kevin Altieri  | Nicole Dubuc    | 2009. november 4.  | 2011. szeptember 2. |
| Peter jobb barátja akar lenni Liz-nek, ezért segít testvérének, Mark-nak. Markon a Zöld Goblin kísérletezik és így születik meg az Olvasztár (a szuperhős testét lángoló fémpáncél borítja). |     |                     |                   |                |                 |                    |                     |
| 25. | 12, | Opening Night       | Az első nap       | Mike Goguen    | Greg Weisman    | 2009. november 18. | 2011. szeptember 3. |
| Pókember önként jelentkezik, hogy megszökik a Barlang nevű börtönből és így teszteli a biztonsági rendszert. Zöld Goblinnak azonban más tervei vannak. Pókembert csapdába ejti és elengedi a bűnözőket akiket ő juttatott oda. |     |                     |                   |                |                 |                    |                     |
| 26. | 13. | Final Curtain       | Az álarc lehull   | Victor Cook    | Kevin Hopps     | 2009. november 18. | 2011. szeptember 4. |
| Pókember megküzd egy Goblin csapattal és közben Zöld Goblin kilétéről töpreng. Hazatérve Gwen ott várja Harryvel és elmondja a történteket. Harry doppingolta magát a zöld szerrel, de később őt elrabolta a Zöld Goblin. Peter az Oscorp toronynál megküzd a Goblinnal és végül kiderül, hogy Norman Osborn volt az és összedolgozott a Kaméleonnal. A csata után azt hiszik Norman meghalt, de egy repülőtéren viszontláthatjuk őt. |     |                     |                   |                |                 |                    |                     |